# 若槻麻美
若槻 麻美（わかつき まみ）は、日本の女性アナウンサー。
神奈川県出身。フェリス女学院大学卒業。趣味は旅行、特技は水泳、ヨガ。

## 略歴
- 大学卒業後、2001年から2004年まで旅行会社に勤務。
- 2004年から2006年9月まで、NHK甲府放送局にキャスターとして在籍。
- 2006年10月 - 2011年5月、福島テレビに契約アナウンサーとして在籍。
- 2011年9月よりハセガワエスティ所属のフリーアナウンサー（後にハセガワエスティを退社）。同時に圭三プロダクションにも籍を置いている。
- 2012年3月 - 圭三プロダクションを退社。同年4月より福島テレビにアナウンサーとして復帰。
- 2013年7月5日 - 「ずっとおうえんプロジェクト・食育イベント“ハロー!どっこくん”」で、同年入社のフジテレビアナウンサー・内田嶺衣奈と共に福島県郡山市内の幼稚園を訪れる[1]。
- 2015年4月 - 福島テレビを退社[2]。
- 2015年5月 - フリーアナウンサーとなる。

## 出演番組

### NHK甲府時代
- Newsまるごと山梨（フィールドキャスター）
- いいじゃん甲府510
- 絶対ふるさと主義 山梨まるごと山里の冬（2006年1月29日、BS2）[3]

### 福島テレビ時代・第1期（2006年10月〜2011年5月）
- Lばんスーパーニュース
- FTVスーパーニュース
- サタふく

### 福島テレビ時代・第2期（2012年4月〜2015年4月）
- ふくしまフィルムメモリー（2012年6月分のナレーション担当）
- うつくしま情報局〜ふくしまから はじめよう。〜
- FTVスーパーニュース
- ラグジードライブ（BSフジ、2012年8月8日）

### フリー（2015年5月〜）
- 突撃!ナマイキTV（2015年5月7日 - 、東日本放送）リポーター
- スーパーJチャンネル（テレビ朝日）リポーター